# Daman i Diu
Daman i Diu (portuguès Damão e Diu, hindi: दमन और दीव) és un territori de la Unió Índia, que fins al 1987 va formar part de l'estat de Goa. Es troba al golf de Khambhāt (mar d'Aràbia), i comprèn dos districtes: l'illa de Diu i l'enclavament de Daman al sud de l'estat de Gujarāt.

## Geografia física
La part continental, situada al peu dels Sahyādri, forma la plana al·luvial del riu Daman, i ocupa 72 km². El clima és tropical i hi abunden els aiguamolls.

## Economia
L'economia es basa en la pesca i en el conreu de l'arròs, el mill i els llegums.

## Població
La població és majoritàriament de parla gujarati, (91,1%), mentre que l'ús del portuguès ha decaigut, ja que no compta amb reconeixement oficial i no és ensenyat a les escoles. Tot i així, el portuguès segueix sent parlat pel 10% de la població en Daman. Existeixen a més llengües criolles del portuguès com la Língua da Casa (llengua de casa) a Daman i la Língua dos Velhos (llengua dels vells) a Diu. Altres minories lingüístiques són l'hindi (3,6%) i marathi (1,2%)

## Història
Al principi del s. XVI s'hi establiren els portuguesos, que hi construïren una fortificació a Diu i convertiren Daman en una escala important de les rutes comercials de la mar d'Aràbia. Des del 1559 estigueren sota domini portuguès, dependents de la província d'ultramar de Goa. Incorporats a la Unió Índia quan foren ocupats el 1961, formaren l'estat de Goa, Daman i Diu fins al 1987, que fou creat el territori actual.